# Calcarichelys gemma
Genre
Espèce
Calcarichelys gemma est une tortue marine préhistorique disparue, de la famille des Protostegidae, qui a vécu au Crétacé, en Amérique du Nord. C'est l'unique espèce du genre Calcarichelys.

## Historique et description
Calcarichelys gemma a été découverte à Burkville, près de Montgomery, en Alabama, par C. M. Barber, en 1946, et décrite en 1953 par Rainer Zangerl.
La diagnose de Calcarichelys gemma se base sur l'étude d'un autre fossile découvert par Barber en 1949 à Greene, en Alabama, particulièrement complet et bien conservé, surnommé "la gemme" par son découvreur, et qui est à l'origine du nom de l'espèce.
Il s'agit d'une tortue marine atypique, et hautement spécialisée, présentant une carapace hérissée de plaques dorsales pointues, alternant avec d'autres d'aspect plus lisse. Ces plaques dorsales forment des pointes coniques que Zangerl compare aux piquants d'une rose. Il établit pour cette espèce un nouveau genre, Calcarichelys ("Tortue rugueuse"), dont C. gemma est l'espèce type.

## Position phylogénétique
Zangerl souligne la proximité du genre Calcarichelys avec Chelosphargis, un nouveau genre qu'il vient de décrire, et dont il ne se distingue que par la forme de la quille neurale, qu'il qualifie de "bizarre".
Il place l'ensemble des deux genres dans la famille des Protostegidae, au sein de la sous-famille des Chelospharginae.

## Sources
- (en) Rainer Zangerl, The Vertebrate Fauna of the Selma Formation of Alabama, 1953